# Lihalampi
Lihalampi och Pikku Lihalampi, eller Lihalammit är sjöar i Finland. De ligger i kommunen Rovaniemi i landskapet Lappland, i den norra delen av landet, 700 km norr om huvudstaden Helsingfors. Lihalampi ligger 186,6 meter över havet. Arean är 55,7 hektar och strandlinjen är 4,18 kilometer lång. Sjön  ingår i Simo älvs huvudavrinningsområde. 